# پارک ته هوان
پارک ته-هوان (به انگلیسی: Park Tae-Hwan) (زادهٔ ۲۷ سپتامبر ۱۹۸۹) شناگر اهل کره جنوبی است.